# Hermann Oppenheim
Pour les articles homonymes, voir Oppenheim (homonymie).
Hermann Oppenheim, né à Warburg (Province de Westphalie) le 31 décembre 1857 et mort à Berlin le 22 mai 1919, est un neurologue allemand. Reconnu de son vivant comme l’une des figures dominantes de la neurologie allemande, étant juif il voit sa carrière académique brisée par les mesures antisémites de l’administration prussienne. Dans l’histoire de la neurologie, il se distingue par ses travaux sur la myasthénie (qu’il désigne sous le nom de paralysie bulbaire chronique progressive sans altérations anatomiques), le tabès, l'alcoolisme, la poliomyélite et la sclérose en plaques. En psychiatrie, il est connu comme le créateur de la notion de « névrose traumatique », avançant qu'elle est une conséquence de changements organiques, ce à quoi s'oppose Charcot.

## Biographie
Fils de Juda Oppenheim rabbin de longue date de la communauté juive Warburg (de) il termine sa scolarité secondaire en 1877 parmi les meilleurs de sa promotion. Il effectue ses études de médecine aux universités de Berlin, Göttingen et Bonn. Il est l'étudiant de Nathan Zuntz (1847-1920) et soutiendra sous sa direction, en 1881, une thèse de physiologie, couronnée d'un prix, sur le métabolisme de l'urée. Après une courte résidence à la Maison de Santé de Berlin-Schöneberg, il commence sa carrière en 1883 à l'hôpital de la Charité de Berlin en qualité d'assistant de Carl Westphal. Avec l’appui de ce dernier, il obtient en 1886, son habilitation de privatdozent avec une série de 18 petits travaux de neuropathologie. Il donne ensuite de  nombreuses conférences, notamment sur l'électrodiagnostic et l'électrothérapie. Il contribue aussi de manière significative au concept naissant de la myasthénie en donnant, en mars 1887 une communication à la Société de psychiatrie et de neurologie de Berlin sur « un cas de paralysie bulbaire chronique progressive sans altérations anatomiques ». En 1889, il publie le cas d’un autre patient présentant des symptômes de myasthénie et dont l’autopsie révèle un lymphosarcome médiastinal. Auteur fécond dans tous les domaines de la neurologie, il acquiert une réputation internationale qui le fait considérer par ses pairs comme le successeur naturel de Westphal, mais il sera victime de la discrimination antisémite des autorités prussiennes et son appartenance au judaïsme sert de prétexte au ministère prussien de l’éducation pour empêcher sa nomination à la chaire de neurologie. Oppenheim est avisé que cette décision serait annulée s’il acceptait de se convertir au christianisme, mais il refuse le baptême.
En 1889 son traité sur la névrose traumatique est  vivement critiqué par  Charcot (1825-1893) et Nonne (1861-1959), en raison de l'hypothèse défendue par Oppenheim selon laquelle le traumatisme psychologique provoquerait des changements organiques qui perpétueraient les névroses psychiques.
Lorsque Westphal tombe gravement malade, à la fin des années 1880, il assure à sa place la direction de la clinique neurologique universitaire. Westphal décède au début de l’année 1890 et Oppenheim est expulsé de la Charité au début de l’été 1891. Il se voit refuser une demande de chaire de professeur extraordinaire adressée à l'université Friédéric-Guillaume de Berlin et c’est Friedrich Jolly qui sera plus tard nommé à sa place comme successeur de Westphal. Jolly reprendra rapidement les travaux d’Oppenheim sur la paralysie bulbaire chronique progressive en donnant à l’affection son nom définitif de myasthénie et en complétant la description clinique par les premières études électrophysiologiques.
Devant les obstacles rencontrés dans sa carrière académique, Oppenheim ouvre, l’année même de son renvoi (1891), une clinique privée située sur Schiffbauerdamm au numéro 25, à Berlin-Mitte qui connaît rapidement un grand succès et jouit d'une réputation internationale. Dans cet établissement viendra notamment travailler Karl Abraham, un parent et disciple de Freud. Oppenheim s'éloignera par la suite de la psychanalyse.
En 1894, il publie un traité de neurologie intitulé Lehrbuch der Ärzte für Nervenkrankheiten und Studierende (Manuel des maladies du système nerveux à l’usage des médecins et des étudiants), qui rapidement devient un ouvrage de référence dans la profession. Plusieurs fois réédité, il est considéré comme l'un des meilleurs livres de neurologie jamais écrits. Il est également l'auteur d'ouvrages importants sur le tabes dorsalis, l'alcoolisme, la poliomyélite et la sclérose en plaques.
En 1901,il publie une monographie dans laquelle il passe en revue l’ensemble des manifestations cliniques des 58 cas de myasthénie connus et publiés à cette époque.
En 1902, Oppenheim se retire de la faculté de médecine après avoir essuyé un nouveau refus pour l’attribution d’un poste de professeur. En privé, il déplore le fait que son attachement au  judaïsme et son refus de se convertir ont bloqué sa carrière académique.
Son expertise des maladies du cerveau conduit directement à la première opération réussie d'ablation d'une tumeur cérébrale, réalisée par R. Köhler et Fedor Krause (1857-1937) : il décrit la première exérèse d'une tumeur pinéale. Il a aussi introduit le terme de dystonia musculorum deformans pour désigner un type de dystonie de torsion de l'enfance, qui sera plus tard connu sous le nom de « syndrome de Ziehen-Oppenheim », décrit avec le psychiatre Theodor Ziehen (1862-1950). Il donne également son nom à l'amyotonie congénitale, la «maladie d'Oppenheim».

## Principaux travaux
- (de) Die traumatischen Neurosen nach den in der Nervenklinik der Charité in den letzten 5 Jahren gesammelten Beobachtungen. 1889; 2nd edition, 1892; 3rd edition, 1918.
- (de) Weitere Mitteilungen über die traumatischen Neurosen. 1891.
- (de) Lehrbuch der Nervenkrankheiten für Ärzte und Studierende. 2 volumes, 1894; 5th edition, 1908; 7th edition, 1923. Traduction anglaise : Textbook of Nervous Disease. 1911, également traduit en russe, espagnol et italien.
- (de) De Geschwülste des Gehirns. 1896. also in Hermann Nothnagel's Handbuch der speciellen Pathologie und Therapie. 1896.
- (de) Die syphilitischen Erkrankungen des Gehirns. in Hermann Nothnagel's Handbuch der speciellen Pathologie und Therapie. 1896.
- (de) Die Encephalitis und der Hirnabszess. in Hermann Nothnagel's Handbuch der speciellen Pathologie und Therapie, 1897
- (de) Psychotherapeutische Briefe. 1906; 3rd edition, 1910.
- (de) Operative Erfolge bei Geschwülsten der Sehhügel- under Vierhügel gegend. Berliner klinische Wochenschrift, 1913, 50: 2316-2322. (Ablation réussie d'une tumeur pinéale).
- (de) Beiträge zur Kenntnis der Kriegsverletzungen des peripherischen Nervensystems. 1917.
- (de) Die ersten Zeichen der Nervosität im Kindesalter. 1917.
- (de) Stand und Lehre von kriegs- und Unfallneurosen. 1918.